# Peter Logghe
Peter W. Logghe, né le 20 mars 1959 à Torhout est un homme politique belge flamand, membre du Vlaams Belang.
Il est licencié en droit.

## Fonctions politiques
- Conseiller communal de Roulers.
- Député fédéral depuis le 28 juin 2007 au 25 mai 2014.